# Palmarès du simple dames du tournoi de Wimbledon
Pour un article plus général, voir Tournoi de Wimbledon.

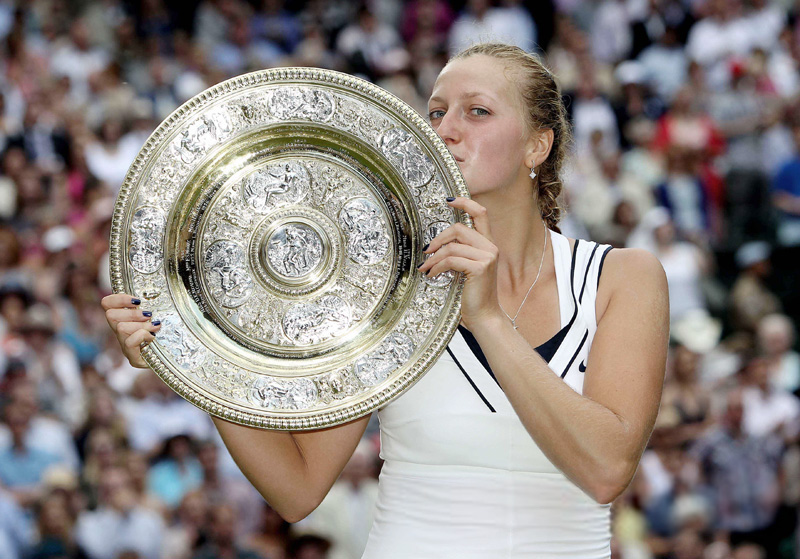
La joueuse de tennis tchèque Petra Kvitova avec le bol Venus Rosewater pour la gagnante du simple de Wimbledon, 2011.

Cet article présente le palmarès complet du simple dames du tournoi de Wimbledon depuis la première apparition en 1884 d'un tableau de simple féminin dans ce prestigieux tournoi de tennis, le plus ancien des quatre tournois du Grand Chelem.

## Palmarès
| No       | Date       | Nom et lieu du tournoi                                  | Catégorie                                               | Dotation                                                | Surface                                                 | Vainqueure                                              | Finaliste                                               | Score                                                   |                                                         |
| -------- | ---------- | ------------------------------------------------------- | ------------------------------------------------------- | ------------------------------------------------------- | ------------------------------------------------------- | ------------------------------------------------------- | ------------------------------------------------------- | ------------------------------------------------------- | ------------------------------------------------------- |
| 1        | 05-07-1884 | The Championships, Wimbledon                            | G. Chelem                                               | NC                                                      | Gazon (ext.)                                            | Maud Watson                                             | Lillian Watson                                          | 6-8, 6-3, 6-3                                           | Tableau                                                 |
| 2        | 04-07-1885 | The Championships, Wimbledon                            | G. Chelem                                               | NC                                                      | Gazon (ext.)                                            | Maud Watson                                             | Blanche Bingley                                         | 6-1, 7-5                                                | Tableau                                                 |
| 3        | ??-06-1886 | The Championships, Wimbledon                            | G. Chelem                                               | NC                                                      | Gazon (ext.)                                            | Blanche Bingley                                         | Maud Watson                                             | 6-3, 6-3                                                |                                                         |
| 4        | 02-07-1887 | The Championships, Wimbledon                            | G. Chelem                                               | NC                                                      | Gazon (ext.)                                            | Lottie Dod                                              | Blanche Bingley                                         | 6-2, 6-0                                                |                                                         |
| 5        | 07-07-1888 | The Championships, Wimbledon                            | G. Chelem                                               | NC                                                      | Gazon (ext.)                                            | Lottie Dod                                              | Blanche Bingley                                         | 6-3, 6-3                                                |                                                         |
| 6        | 01-07-1889 | The Championships, Wimbledon                            | G. Chelem                                               | NC                                                      | Gazon (ext.)                                            | Blanche Bingley                                         | Lena Rice                                               | 4-6, 8-6, 6-4                                           |                                                         |
| 7        | 30-06-1890 | The Championships, Wimbledon                            | G. Chelem                                               | NC                                                      | Gazon (ext.)                                            | Lena Rice                                               | May Jacks                                               | 6-4, 6-1                                                |                                                         |
| 8        | 29-06-1891 | The Championships, Wimbledon                            | G. Chelem                                               | NC                                                      | Gazon (ext.)                                            | Lottie Dod                                              | Blanche Bingley                                         | 6-2, 6-1                                                |                                                         |
| 9        | 27-06-1892 | The Championships, Wimbledon                            | G. Chelem                                               | NC                                                      | Gazon (ext.)                                            | Lottie Dod                                              | Blanche Bingley                                         | 6-1, 6-1                                                |                                                         |
| 10       | 10-07-1893 | The Championships, Wimbledon                            | G. Chelem                                               | NC                                                      | Gazon (ext.)                                            | Lottie Dod                                              | Blanche Bingley                                         | 6-8, 6-1, 6-4                                           |                                                         |
| 11       | 09-07-1894 | The Championships, Wimbledon                            | G. Chelem                                               | NC                                                      | Gazon (ext.)                                            | Blanche Bingley                                         | Edith Austin                                            | 6-1, 6-1                                                |                                                         |
| 12       | 08-07-1895 | The Championships, Wimbledon                            | G. Chelem                                               | NC                                                      | Gazon (ext.)                                            | Charlotte Cooper                                        | Helen Jackson                                           | 7-5, 7-6                                                |                                                         |
| 13       | ??-06-1896 | The Championships, Wimbledon                            | G. Chelem                                               | NC                                                      | Gazon (ext.)                                            | Charlotte Cooper                                        | Alice Simpson                                           | 6-2, 6-3                                                |                                                         |
| 14       | ??-06-1897 | The Championships, Wimbledon                            | G. Chelem                                               | NC                                                      | Gazon (ext.)                                            | Blanche Bingley                                         | Charlotte Cooper                                        | 5-7, 7-5, 6-2                                           |                                                         |
| 15       | ??-06-1898 | The Championships, Wimbledon                            | G. Chelem                                               | NC                                                      | Gazon (ext.)                                            | Charlotte Cooper                                        | Louise Martin                                           | 6-4, 6-4                                                |                                                         |
| 16       | ??-06-1899 | The Championships, Wimbledon                            | G. Chelem                                               | NC                                                      | Gazon (ext.)                                            | Blanche Bingley                                         | Charlotte Cooper                                        | 6-2, 6-3                                                |                                                         |
| 17       | ??-06-1900 | The Championships, Wimbledon                            | G. Chelem                                               | NC                                                      | Gazon (ext.)                                            | Blanche Bingley                                         | Charlotte Cooper                                        | 4-6, 6-4, 6-4                                           |                                                         |
| 18       | ??-06-1901 | The Championships, Wimbledon                            | G. Chelem                                               | NC                                                      | Gazon (ext.)                                            | Charlotte Cooper                                        | Blanche Bingley                                         | 6-2, 6-2                                                |                                                         |
| 19       | ??-06-1902 | The Championships, Wimbledon                            | G. Chelem                                               | NC                                                      | Gazon (ext.)                                            | Muriel Robb                                             | Charlotte Cooper                                        | 7-5, 6-1                                                |                                                         |
| 20       | ??-06-1903 | The Championships, Wimbledon                            | G. Chelem                                               | NC                                                      | Gazon (ext.)                                            | Dorothea Douglass                                       | Ethel Thomson Larcombe                                  | 4-6, 6-4, 6-2                                           |                                                         |
| 21       | ??-06-1904 | The Championships, Wimbledon                            | G. Chelem                                               | NC                                                      | Gazon (ext.)                                            | Dorothea Douglass                                       | Charlotte Cooper                                        | 6-0, 6-3                                                |                                                         |
| 22       | ??-06-1905 | The Championships, Wimbledon                            | G. Chelem                                               | NC                                                      | Gazon (ext.)                                            | May Sutton                                              | Dorothea Douglass                                       | 6-3, 6-4                                                |                                                         |
| 23       | ??-06-1906 | The Championships, Wimbledon                            | G. Chelem                                               | NC                                                      | Gazon (ext.)                                            | Dorothea Douglass                                       | May Sutton                                              | 6-3, 9-7                                                |                                                         |
| 24       | ??-06-1907 | The Championships, Wimbledon                            | G. Chelem                                               | NC                                                      | Gazon (ext.)                                            | May Sutton                                              | Dorothea Douglass                                       | 6-1, 6-4                                                |                                                         |
| 25       | ??-06-1908 | The Championships, Wimbledon                            | G. Chelem                                               | NC                                                      | Gazon (ext.)                                            | Charlotte Cooper                                        | Agnes Morton                                            | 6-4, 6-4                                                |                                                         |
| 26       | ??-06-1909 | The Championships, Wimbledon                            | G. Chelem                                               | NC                                                      | Gazon (ext.)                                            | Dora Boothby                                            | Agnes Morton                                            | 6-4, 4-6, 8-6                                           |                                                         |
| 27       | ??-06-1910 | The Championships, Wimbledon                            | G. Chelem                                               | NC                                                      | Gazon (ext.)                                            | Dorothea Douglass                                       | Dora Boothby                                            | 6-2, 6-2                                                |                                                         |
| 28       | ??-06-1911 | The Championships, Wimbledon                            | G. Chelem                                               | NC                                                      | Gazon (ext.)                                            | Dorothea Douglass                                       | Dora Boothby                                            | 6-0, 6-0                                                |                                                         |
| 29       | 24-06-1912 | The Championships, Wimbledon                            | G. Chelem                                               | NC                                                      | Gazon (ext.)                                            | Ethel Thomson Larcombe                                  | Charlotte Cooper                                        | 6-3, 6-1                                                |                                                         |
| 30       | 23-06-1913 | The Championships, Wimbledon                            | G. Chelem                                               | NC                                                      | Gazon (ext.)                                            | Dorothea Douglass                                       | Winifred McNair                                         | 6-0, 6-4                                                |                                                         |
| 31       | 22-06-1914 | The Championships, Wimbledon                            | G. Chelem                                               | NC                                                      | Gazon (ext.)                                            | Dorothea Douglass                                       | Ethel Thomson Larcombe                                  | 7-5, 6-4                                                |                                                         |
|          | 1915-1918  | Pas de tournoi en raison de la Première guerre mondiale | Pas de tournoi en raison de la Première guerre mondiale | Pas de tournoi en raison de la Première guerre mondiale | Pas de tournoi en raison de la Première guerre mondiale | Pas de tournoi en raison de la Première guerre mondiale | Pas de tournoi en raison de la Première guerre mondiale | Pas de tournoi en raison de la Première guerre mondiale | Pas de tournoi en raison de la Première guerre mondiale |
| 32       | 23-06-1919 | The Championships, Wimbledon                            | G. Chelem                                               | NC                                                      | Gazon (ext.)                                            | Suzanne Lenglen                                         | Dorothea Douglass                                       | 10-8, 4-6, 9-7                                          |                                                         |
| 33       | 21-06-1920 | The Championships, Wimbledon                            | G. Chelem                                               | NC                                                      | Gazon (ext.)                                            | Suzanne Lenglen                                         | Dorothea Douglass                                       | 6-3, 6-0                                                |                                                         |
| 34       | 20-06-1921 | The Championships, Wimbledon                            | G. Chelem                                               | NC                                                      | Gazon (ext.)                                            | Suzanne Lenglen                                         | Elizabeth Ryan                                          | 6-2, 6-0                                                |                                                         |
| 35       | 26-06-1922 | The Championships, Wimbledon                            | G. Chelem                                               | NC                                                      | Gazon (ext.)                                            | Suzanne Lenglen                                         | Molla Bjurstedt                                         | 6-2, 6-0                                                |                                                         |
| 36       | 25-06-1923 | The Championships, Wimbledon                            | G. Chelem                                               | NC                                                      | Gazon (ext.)                                            | Suzanne Lenglen                                         | Kitty McKane                                            | 6-2, 6-2                                                | Tableau                                                 |
| 37       | 23-06-1924 | The Championships, Wimbledon                            | G. Chelem                                               | NC                                                      | Gazon (ext.)                                            | Kitty McKane                                            | Helen Wills                                             | 4-6, 6-4, 6-4                                           | Tableau                                                 |
| 38       | 22-06-1925 | The Championships, Wimbledon                            | G. Chelem                                               | NC                                                      | Gazon (ext.)                                            | Suzanne Lenglen                                         | Joan Fry                                                | 6-2, 6-0                                                | Tableau                                                 |
| 39       | 21-06-1926 | The Championships, Wimbledon                            | G. Chelem                                               | NC                                                      | Gazon (ext.)                                            | Kitty McKane                                            | Lilí Álvarez                                            | 6-2, 4-6, 6-3                                           | Tableau                                                 |
| 40       | 20-06-1927 | The Championships, Wimbledon                            | G. Chelem                                               | NC                                                      | Gazon (ext.)                                            | Helen Wills                                             | Lilí Álvarez                                            | 6-2, 6-4                                                | Tableau                                                 |
| 41       | 25-06-1928 | The Championships, Wimbledon                            | G. Chelem                                               | NC                                                      | Gazon (ext.)                                            | Helen Wills                                             | Lilí Álvarez                                            | 6-2, 6-3                                                | Tableau                                                 |
| 42       | 24-06-1929 | The Championships, Wimbledon                            | G. Chelem                                               | NC                                                      | Gazon (ext.)                                            | Helen Wills                                             | Helen Jacobs                                            | 6-1, 6-2                                                | Tableau                                                 |
| 43       | 23-06-1930 | The Championships, Wimbledon                            | G. Chelem                                               | NC                                                      | Gazon (ext.)                                            | Helen Wills                                             | Elizabeth Ryan                                          | 6-2, 6-2                                                | Tableau                                                 |
| 44       | 22-06-1931 | The Championships, Wimbledon                            | G. Chelem                                               | NC                                                      | Gazon (ext.)                                            | Cilly Aussem                                            | Hilde Sperling                                          | 6-2, 7-5                                                | Tableau                                                 |
| 45       | 20-06-1932 | The Championships, Wimbledon                            | G. Chelem                                               | NC                                                      | Gazon (ext.)                                            | Helen Wills                                             | Helen Jacobs                                            | 6-3, 6-1                                                | Tableau                                                 |
| 46       | 26-06-1933 | The Championships, Wimbledon                            | G. Chelem                                               | NC                                                      | Gazon (ext.)                                            | Helen Wills                                             | Dorothy Round                                           | 6-4, 6-8, 6-3                                           | Tableau                                                 |
| 47       | 25-06-1934 | The Championships, Wimbledon                            | G. Chelem                                               | NC                                                      | Gazon (ext.)                                            | Dorothy Round                                           | Helen Jacobs                                            | 6-2, 5-7, 6-3                                           | Tableau                                                 |
| 48       | 24-06-1935 | The Championships, Wimbledon                            | G. Chelem                                               | NC                                                      | Gazon (ext.)                                            | Helen Wills                                             | Helen Jacobs                                            | 6-3, 3-6, 7-5                                           | Tableau                                                 |
| 49       | 22-06-1936 | The Championships, Wimbledon                            | G. Chelem                                               | NC                                                      | Gazon (ext.)                                            | Helen Jacobs                                            | Hilde Sperling                                          | 6-2, 4-6, 7-5                                           | Tableau                                                 |
| 50       | 21-06-1937 | The Championships, Wimbledon                            | G. Chelem                                               | NC                                                      | Gazon (ext.)                                            | Dorothy Round                                           | Jadwiga Jędrzejowska                                    | 6-2, 2-6, 7-5                                           | Tableau                                                 |
| 51       | 27-06-1938 | The Championships, Wimbledon                            | G. Chelem                                               | NC                                                      | Gazon (ext.)                                            | Helen Wills                                             | Helen Jacobs                                            | 6-4, 6-0                                                | Tableau                                                 |
| 52       | 26-06-1939 | The Championships, Wimbledon                            | G. Chelem                                               | NC                                                      | Gazon (ext.)                                            | Alice Marble                                            | Kay Stammers                                            | 6-2, 6-0                                                | Tableau                                                 |
|          | 1940-1945  | Pas de tournoi en raison de la Seconde guerre mondiale  | Pas de tournoi en raison de la Seconde guerre mondiale  | Pas de tournoi en raison de la Seconde guerre mondiale  | Pas de tournoi en raison de la Seconde guerre mondiale  | Pas de tournoi en raison de la Seconde guerre mondiale  | Pas de tournoi en raison de la Seconde guerre mondiale  | Pas de tournoi en raison de la Seconde guerre mondiale  | Pas de tournoi en raison de la Seconde guerre mondiale  |
| 53       | 24-06-1946 | The Championships, Wimbledon                            | G. Chelem                                               | NC                                                      | Gazon (ext.)                                            | Pauline Betz                                            | Louise Brough                                           | 6-2, 6-4                                                | Tableau                                                 |
| 54       | 23-06-1947 | The Championships, Wimbledon                            | G. Chelem                                               | NC                                                      | Gazon (ext.)                                            | Margaret Osborne                                        | Doris Hart                                              | 6-2, 6-4                                                | Tableau                                                 |
| 55       | 21-06-1948 | The Championships, Wimbledon                            | G. Chelem                                               | NC                                                      | Gazon (ext.)                                            | Louise Brough                                           | Doris Hart                                              | 6-3, 8-6                                                | Tableau                                                 |
| 56       | 27-06-1949 | The Championships, Wimbledon                            | G. Chelem                                               | NC                                                      | Gazon (ext.)                                            | Louise Brough                                           | Margaret Osborne                                        | 10-8, 1-6, 10-8                                         | Tableau                                                 |
| 57       | 26-06-1950 | The Championships, Wimbledon                            | G. Chelem                                               | NC                                                      | Gazon (ext.)                                            | Louise Brough                                           | Margaret Osborne                                        | 6-1, 3-6, 6-1                                           | Tableau                                                 |
| 58       | 25-06-1951 | The Championships, Wimbledon                            | G. Chelem                                               | NC                                                      | Gazon (ext.)                                            | Doris Hart                                              | Shirley Fry                                             | 6-1, 6-0                                                | Tableau                                                 |
| 59       | 23-06-1952 | The Championships, Wimbledon                            | G. Chelem                                               | NC                                                      | Gazon (ext.)                                            | Maureen Connolly                                        | Louise Brough                                           | 7-5, 6-3                                                | Tableau                                                 |
| 60       | 22-06-1953 | The Championships, Wimbledon                            | G. Chelem                                               | NC                                                      | Gazon (ext.)                                            | Maureen Connolly                                        | Doris Hart                                              | 8-6, 7-5                                                | Tableau                                                 |
| 61       | 21-06-1954 | The Championships, Wimbledon                            | G. Chelem                                               | NC                                                      | Gazon (ext.)                                            | Maureen Connolly                                        | Louise Brough                                           | 6-2, 7-5                                                | Tableau                                                 |
| 62       | 20-06-1955 | The Championships, Wimbledon                            | G. Chelem                                               | NC                                                      | Gazon (ext.)                                            | Louise Brough                                           | Beverly Baker                                           | 7-5, 8-6                                                | Tableau                                                 |
| 63       | 25-06-1956 | The Championships, Wimbledon                            | G. Chelem                                               | NC                                                      | Gazon (ext.)                                            | Shirley Fry                                             | Angela Buxton                                           | 6-3, 6-1                                                | Tableau                                                 |
| 64       | 24-06-1957 | The Championships, Wimbledon                            | G. Chelem                                               | NC                                                      | Gazon (ext.)                                            | Althea Gibson                                           | Darlene Hard                                            | 6-3, 6-2                                                | Tableau                                                 |
| 65       | 23-06-1958 | The Championships, Wimbledon                            | G. Chelem                                               | NC                                                      | Gazon (ext.)                                            | Althea Gibson                                           | Angela Mortimer                                         | 8-6, 6-2                                                | Tableau                                                 |
| 66       | 22-06-1959 | The Championships, Wimbledon                            | G. Chelem                                               | NC                                                      | Gazon (ext.)                                            | Maria Bueno                                             | Darlene Hard                                            | 6-4, 6-3                                                | Tableau                                                 |
| 67       | 27-06-1960 | The Championships, Wimbledon                            | G. Chelem                                               | NC                                                      | Gazon (ext.)                                            | Maria Bueno                                             | Sandra Reynolds                                         | 8-6, 6-0                                                | Tableau                                                 |
| 68       | 26-06-1961 | The Championships, Wimbledon                            | G. Chelem                                               | NC                                                      | Gazon (ext.)                                            | Angela Mortimer                                         | Christine Truman                                        | 4-6, 6-4, 7-5                                           | Tableau                                                 |
| 69       | 25-06-1962 | The Championships, Wimbledon                            | G. Chelem                                               | NC                                                      | Gazon (ext.)                                            | Karen Susman                                            | Věra Suková                                             | 6-4, 6-4                                                | Tableau                                                 |
| 70       | 24-06-1963 | The Championships, Wimbledon                            | G. Chelem                                               | NC                                                      | Gazon (ext.)                                            | Margaret Smith                                          | Billie Jean Moffitt                                     | 6-3, 6-4                                                | Tableau                                                 |
| 71       | 22-06-1964 | The Championships, Wimbledon                            | G. Chelem                                               | NC                                                      | Gazon (ext.)                                            | Maria Bueno                                             | Margaret Smith                                          | 6-4, 7-9, 6-3                                           | Tableau                                                 |
| 72       | 21-06-1965 | The Championships, Wimbledon                            | G. Chelem                                               | NC                                                      | Gazon (ext.)                                            | Margaret Smith                                          | Maria Bueno                                             | 6-4, 7-5                                                | Tableau                                                 |
| 73       | 27-06-1966 | The Championships, Wimbledon                            | G. Chelem                                               | NC                                                      | Gazon (ext.)                                            | Billie Jean King                                        | Maria Bueno                                             | 6-3, 3-6, 6-1                                           | Tableau                                                 |
| 74       | 26-06-1967 | The Championships, Wimbledon                            | G. Chelem                                               | NC                                                      | Gazon (ext.)                                            | Billie Jean King                                        | Ann Haydon-Jones                                        | 6-3, 6-4                                                | Tableau                                                 |
| Ère Open |            |                                                         |                                                         |                                                         |                                                         |                                                         |                                                         |                                                         |                                                         |
| 75       | 24-06-1968 | The Championships, Wimbledon                            | G. Chelem                                               | NC                                                      | Gazon (ext.)                                            | Billie Jean King                                        | Judy Tegart                                             | 9-7, 7-5                                                | Tableau                                                 |
| 76       | 23-06-1969 | The Championships, Wimbledon                            | G. Chelem                                               | NC                                                      | Gazon (ext.)                                            | Ann Haydon-Jones                                        | Billie Jean King                                        | 3-6, 6-3, 6-2                                           | Tableau                                                 |
| 77       | 22-06-1970 | The Championships, Wimbledon                            | G. Chelem                                               | NC                                                      | Gazon (ext.)                                            | Margaret Smith Court                                    | Billie Jean King                                        | 14-12, 11-9                                             | Tableau                                                 |
| 78       | 21-06-1971 | The Championships, Wimbledon                            | G. Chelem                                               | NC                                                      | Gazon (ext.)                                            | Evonne Goolagong                                        | Margaret Smith Court                                    | 6-4, 6-1                                                | Tableau                                                 |
| 79       | 26-06-1972 | The Championships, Wimbledon                            | G. Chelem                                               | NC                                                      | Gazon (ext.)                                            | Billie Jean King                                        | Evonne Goolagong                                        | 6-3, 6-3                                                | Tableau                                                 |
| 80       | 25-06-1973 | The Championships, Wimbledon                            | G. Chelem                                               | NC                                                      | Gazon (ext.)                                            | Billie Jean King                                        | Chris Evert                                             | 6-0, 7-5                                                | Tableau                                                 |
| 81       | 24-06-1974 | The Championships, Wimbledon                            | G. Chelem                                               | NC                                                      | Gazon (ext.)                                            | Chris Evert                                             | Olga Morozova                                           | 6-0, 6-4                                                | Tableau                                                 |
| 82       | 23-06-1975 | The Championships, Wimbledon                            | G. Chelem                                               | NC                                                      | Gazon (ext.)                                            | Billie Jean King                                        | Evonne Goolagong                                        | 6-0, 6-1                                                | Tableau                                                 |
| 83       | 21-06-1976 | The Championships, Wimbledon                            | G. Chelem                                               | NC                                                      | Gazon (ext.)                                            | Chris Evert                                             | Evonne Goolagong                                        | 6-3, 4-6, 8-6                                           | Tableau                                                 |
| 84       | 20-06-1977 | The Championships, Wimbledon                            | G. Chelem                                               | 200 000 $                                               | Gazon (ext.)                                            | Virginia Wade                                           | Betty Stöve                                             | 4-6, 6-3, 6-1                                           | Tableau                                                 |
| 85       | 26-06-1978 | The Championships, Wimbledon                            | G. Chelem                                               | 150 000 $                                               | Gazon (ext.)                                            | Martina Navrátilová                                     | Chris Evert                                             | 2-6, 6-4, 7-5                                           | Tableau                                                 |
| 86       | 25-06-1979 | The Championships, Wimbledon                            | G. Chelem                                               | 300 000 $                                               | Gazon (ext.)                                            | Martina Navrátilová                                     | Chris Evert                                             | 6-4, 6-4                                                | Tableau                                                 |
| 87       | 23-06-1980 | The Championships, Wimbledon                            | G. Chelem                                               | 259 000 $                                               | Gazon (ext.)                                            | Evonne Goolagong                                        | Chris Evert                                             | 6-1, 7-6                                                | Tableau                                                 |
| 88       | 22-06-1981 | The Championships, Wimbledon                            | G. Chelem                                               | 300 000 $                                               | Gazon (ext.)                                            | Chris Evert                                             | Hana Mandlíková                                         | 6-2, 6-2                                                | Tableau                                                 |
| 89       | 21-06-1982 | The Championships, Wimbledon                            | G. Chelem                                               | 350 000 $                                               | Gazon (ext.)                                            | Martina Navrátilová                                     | Chris Evert                                             | 6-1, 3-6, 6-2                                           | Tableau                                                 |
| 90       | 20-06-1983 | The Championships, Wimbledon                            | G. Chelem                                               | 670 000 $                                               | Gazon (ext.)                                            | Martina Navrátilová                                     | Andrea Jaeger                                           | 6-0, 6-3                                                | Tableau                                                 |
| 91       | 25-06-1984 | The Championships, Wimbledon                            | G. Chelem                                               | 680 000 $                                               | Gazon (ext.)                                            | Martina Navrátilová                                     | Chris Evert                                             | 7-6, 6-2                                                | Tableau                                                 |
| 92       | 24-06-1985 | The Championships, Wimbledon                            | G. Chelem                                               | 900 000 $                                               | Gazon (ext.)                                            | Martina Navrátilová                                     | Chris Evert                                             | 4-6, 6-3, 6-2                                           | Tableau                                                 |
| 93       | 23-06-1986 | The Championships, Wimbledon                            | G. Chelem                                               | 1 204 980 $                                             | Gazon (ext.)                                            | Martina Navrátilová                                     | Hana Mandlíková                                         | 7-6, 6-3                                                | Tableau                                                 |
| 94       | 22-06-1987 | The Championships, Wimbledon                            | G. Chelem                                               | 1 354 530 $                                             | Gazon (ext.)                                            | Martina Navrátilová                                     | Steffi Graf                                             | 7-5, 6-3                                                | Tableau                                                 |
| 95       | 20-06-1988 | The Championships, Wimbledon                            | G. Chelem                                               | 1 717 085 $                                             | Gazon (ext.)                                            | Steffi Graf                                             | Martina Navrátilová                                     | 5-7, 6-2, 6-1                                           | Tableau                                                 |
| 96       | 26-06-1989 | The Championships, Wimbledon                            | G. Chelem                                               | 2 204 162 $                                             | Gazon (ext.)                                            | Steffi Graf                                             | Martina Navrátilová                                     | 6-2, 6-7, 6-1                                           | Tableau                                                 |
| 97       | 25-06-1990 | The Championships, Wimbledon                            | G. Chelem                                               | 2 561 585 $                                             | Gazon (ext.)                                            | Martina Navrátilová                                     | Zina Garrison                                           | 6-4, 6-1                                                | Tableau                                                 |
| 98       | 24-06-1991 | The Championships, Wimbledon                            | G. Chelem                                               | 2 728 856 $                                             | Gazon (ext.)                                            | Steffi Graf                                             | Gabriela Sabatini                                       | 6-4, 3-6, 8-6                                           | Tableau                                                 |
| 99       | 22-06-1992 | The Championships, Wimbledon                            | G. Chelem                                               | 3 000 000 $                                             | Gazon (ext.)                                            | Steffi Graf                                             | Monica Seles                                            | 6-2, 6-1                                                | Tableau                                                 |
| 100      | 21-06-1993 | The Championships, Wimbledon                            | G. Chelem                                               | 3 312 302 $                                             | Gazon (ext.)                                            | Steffi Graf                                             | Jana Novotná                                            | 7-6, 1-6, 6-4                                           | Tableau                                                 |
| 101      | 20-06-1994 | The Championships, Wimbledon                            | G. Chelem                                               | 3 361 848 $                                             | Gazon (ext.)                                            | Conchita Martínez                                       | Martina Navrátilová                                     | 6-4, 3-6, 6-3                                           | Tableau                                                 |
| 102      | 26-06-1995 | The Championships, Wimbledon                            | G. Chelem                                               | 3 044 890 $                                             | Gazon (ext.)                                            | Steffi Graf                                             | Arantxa Sánchez                                         | 4-6, 6-1, 7-5                                           | Tableau                                                 |
| 103      | 24-06-1996 | The Championships, Wimbledon                            | G. Chelem                                               | 3 392 408 $                                             | Gazon (ext.)                                            | Steffi Graf                                             | Arantxa Sánchez                                         | 6-3, 7-5                                                | Tableau                                                 |
| 104      | 23-06-1997 | The Championships, Wimbledon                            | G. Chelem                                               | 4 083 056 $                                             | Gazon (ext.)                                            | Martina Hingis                                          | Jana Novotná                                            | 2-6, 6-3, 6-3                                           | Tableau                                                 |
| 105      | 22-06-1998 | The Championships, Wimbledon                            | G. Chelem                                               | 4 404 163 $                                             | Gazon (ext.)                                            | Jana Novotná                                            | Nathalie Tauziat                                        | 6-4, 7-6                                                | Tableau                                                 |
| 106      | 21-06-1999 | The Championships, Wimbledon                            | G. Chelem                                               | 4 732 303 $                                             | Gazon (ext.)                                            | Lindsay Davenport                                       | Steffi Graf                                             | 6-4, 7-5                                                | Tableau                                                 |
| 107      | 26-06-2000 | The Championships, Wimbledon                            | G. Chelem                                               | 5 235 332 $                                             | Gazon (ext.)                                            | Venus Williams                                          | Lindsay Davenport                                       | 6-3, 7-6                                                | Tableau                                                 |
| 108      | 25-06-2001 | The Championships, Wimbledon                            | G. Chelem                                               | 4 545 319 $                                             | Gazon (ext.)                                            | Venus Williams                                          | Justine Henin                                           | 6-1, 3-6, 6-0                                           | Tableau                                                 |
| 109      | 24-06-2002 | The Championships, Wimbledon                            | G. Chelem                                               | 5 450 958 $                                             | Gazon (ext.)                                            | Serena Williams                                         | Venus Williams                                          | 7-64, 6-3                                               | Tableau                                                 |
| 110      | 23-06-2003 | The Championships, Wimbledon                            | G. Chelem                                               | 6 246 871 $                                             | Gazon (ext.)                                            | Serena Williams                                         | Venus Williams                                          | 4-6, 6-4, 6-2                                           | Tableau                                                 |
| 111      | 21-06-2004 | The Championships, Wimbledon                            | G. Chelem                                               | 6 063 070 $                                             | Gazon (ext.)                                            | Maria Sharapova                                         | Serena Williams                                         | 6-1, 6-4                                                | Tableau                                                 |
| 112      | 20-06-2005 | The Championships, Wimbledon                            | G. Chelem                                               | 7 285 286 $                                             | Gazon (ext.)                                            | Venus Williams                                          | Lindsay Davenport                                       | 4-6, 7-64, 9-7                                          | Tableau                                                 |
| 113      | 26-06-2006 | The Championships, Wimbledon                            | G. Chelem                                               | 6 743 737 $                                             | Gazon (ext.)                                            | Amélie Mauresmo                                         | Justine Henin                                           | 2-6, 6-3, 6-4                                           | Tableau                                                 |
| 114      | 25-06-2007 | The Championships, Wimbledon                            | G. Chelem                                               | 9 221 372 $                                             | Gazon (ext.)                                            | Venus Williams                                          | Marion Bartoli                                          | 6-4, 6-1                                                | Tableau                                                 |
| 115      | 23-06-2008 | The Championships, Wimbledon                            | G. Chelem                                               | 10 524 070 $                                            | Gazon (ext.)                                            | Venus Williams                                          | Serena Williams                                         | 7-5, 6-4                                                | Tableau                                                 |
| 116      | 26-06-2009 | The Championships, Wimbledon                            | G. Chelem                                               | 9 487 267 $                                             | Gazon (ext.)                                            | Serena Williams                                         | Venus Williams                                          | 7-63, 6-2                                               | Tableau                                                 |
| 117      | 21-06-2010 | The Championships, Wimbledon                            | G. Chelem                                               | 9 781 631 $                                             | Gazon (ext.)                                            | Serena Williams                                         | Vera Zvonareva                                          | 6-3, 6-2                                                | Tableau                                                 |
| 118      | 20-06-2011 | The Championships, Wimbledon                            | G. Chelem                                               | 10 141 303 $                                            | Gazon (ext.)                                            | Petra Kvitová                                           | Maria Sharapova                                         | 6-3, 6-4                                                | Tableau                                                 |
| 119      | 25-06-2012 | The Championships, Wimbledon                            | G. Chelem                                               | 11 174 883 $                                            | Gazon (ext.)                                            | Serena Williams                                         | Agnieszka Radwańska                                     | 6-1, 5-7, 6-2                                           | Tableau                                                 |
| 120      | 24-06-2013 | The Championships, Wimbledon                            | G. Chelem                                               | 16 775 934 $                                            | Gazon (ext.)                                            | Marion Bartoli                                          | Sabine Lisicki                                          | 6-1, 6-4                                                | Tableau                                                 |
| 121      | 23-06-2014 | The Championships, Wimbledon                            | G. Chelem                                               | 18 575 979 $                                            | Gazon (ext.)                                            | Petra Kvitová                                           | Eugenie Bouchard                                        | 6-3, 6-0                                                | Tableau                                                 |
| 122      | 29-06-2015 | The Championships, Wimbledon                            | G. Chelem                                               | 10 854 000 $                                            | Gazon (ext.)                                            | Serena Williams                                         | Garbiñe Muguruza                                        | 6-4, 6-4                                                | Tableau                                                 |
| 123      | 27-06-2016 | The Championships, Wimbledon                            | G. Chelem                                               | 13 163 000 £                                            | Gazon (ext.)                                            | Serena Williams                                         | Angelique Kerber                                        | 7-5, 6-3                                                | Tableau                                                 |
| 124      | 03-07-2017 | The Championships, Wimbledon                            | G. Chelem                                               | 14 840 000 £                                            | Gazon (ext.)                                            | Garbiñe Muguruza                                        | Venus Williams                                          | 7-5, 6-0                                                | Tableau                                                 |
| 125      | 02-07-2018 | The Championships, Wimbledon                            | G. Chelem                                               | 13 039 000 £                                            | Gazon (ext.)                                            | Angelique Kerber                                        | Serena Williams                                         | 6-3, 6-3                                                | Tableau                                                 |
| 126      | 01-07-2019 | The Championships, Wimbledon                            | G. Chelem                                               | 14 245 000 £                                            | Gazon (ext.)                                            | Simona Halep                                            | Serena Williams                                         | 6-2, 6-2                                                | Tableau                                                 |
| –        | 2020       | Édition annulée à cause de la pandémie de Covid-19      | Édition annulée à cause de la pandémie de Covid-19      | Édition annulée à cause de la pandémie de Covid-19      | Édition annulée à cause de la pandémie de Covid-19      | Édition annulée à cause de la pandémie de Covid-19      | Édition annulée à cause de la pandémie de Covid-19      | Édition annulée à cause de la pandémie de Covid-19      | Édition annulée à cause de la pandémie de Covid-19      |
| 127      | 28-06-2021 | The Championships, Wimbledon                            | G. Chelem                                               | NC                                                      | Gazon (ext.)                                            | Ashleigh Barty                                          | Karolína Plíšková                                       | 6-3, 64-7, 6-3                                          | Tableau                                                 |
| 128      | 27-06-2022 | The Championships, Wimbledon                            | G. Chelem                                               | NC                                                      | Gazon (ext.)                                            | Elena Rybakina                                          | Ons Jabeur                                              | 3-6, 6-2, 6-2                                           | Tableau                                                 |
| 129      | 03-07-2023 | The Championships, Wimbledon                            | G. Chelem                                               | NC                                                      | Gazon (ext.)                                            | Markéta Vondroušová                                     | Ons Jabeur                                              | 6-4, 6-4                                                | Tableau                                                 |
| 130      | 01-07-2024 | The Championships, Wimbledon                            | G. Chelem                                               | NC                                                      | Gazon (ext.)                                            | Barbora Krejčíková                                      | Jasmine Paolini                                         | 6-4, 2-6, 6-4                                           | Tableau                                                 |
| 131      | 30-06-2025 | The Championships, Wimbledon                            | G. Chelem                                               | NC                                                      | Gazon (ext.)                                            | Iga Świątek                                             | Amanda Anisimova                                        | 6-0, 6-0                                                | Tableau                                                 |

## Championnes les plus titrées
Joueuses les plus titrées (au moins 3 titres).

Mis à jour après Wimbledon 2023.
| #   | Joueuse                    | Titres | Titres   | Premier | Dernier |
| #   | Joueuse                    | Total  | Ère Open | Premier | Dernier |
| --- | -------------------------- | ------ | -------- | ------- | ------- |
| 1.  | / Martina Navrátilová      | 9      | 9        | 1978    | 1990    |
| 2.  | Helen Wills                | 8      | 0        | 1927    | 1938    |
| 3.  | Dorothea Douglass Chambers | 7      | 0        | 1903    | 1914    |
| 3.  | Steffi Graf                | 7      | 7        | 1988    | 1996    |
| 3.  | Serena Williams            | 7      | 7        | 2002    | 2016    |
| 6.  | Blanche Bingley            | 6      | 0        | 1886    | 1900    |
| 6.  | Suzanne Lenglen            | 6      | 0        | 1919    | 1925    |
| 6.  | Billie Jean King           | 6      | 4        | 1966    | 1975    |
| 9.  | Lottie Dod                 | 5      | 0        | 1887    | 1893    |
| 9.  | Charlotte Cooper           | 5      | 0        | 1895    | 1908    |
| 9.  | Venus Williams             | 5      | 5        | 2000    | 2008    |
| 12. | Louise Brough Clapp        | 4      | 0        | 1948    | 1955    |
| 13. | Maureen Connolly           | 3      | 0        | 1952    | 1954    |
| 13. | Maria Bueno                | 3      | 0        | 1959    | 1964    |
| 13. | Margaret Smith Court       | 3      | 1        | 1963    | 1970    |
| 13. | Chris Evert                | 3      | 3        | 1974    | 1981    |

## Nombre de titres par pays
| Pays        | Titres | Premier | Dernier |
| ----------- | ------ | ------- | ------- |
| Royaume-Uni | 34     | 1884    | 1961    |
| États-Unis  | 28     | 1905    | 1967    |
| France      | 6      | 1919    | 1925    |
| Brésil      | 3      | 1959    | 1964    |
| Australie   | 2      | 1963    | 1965    |
| Allemagne   | 1      | 1931    | -       |
| Total       | 74     |         |         |

| Pays               | Titres | Premier | Dernier |
| ------------------ | ------ | ------- | ------- |
| États-Unis         | 27     | 1968    | 2016    |
| Allemagne          | 8      | 1988    | 2018    |
| République tchèque | 5      | 1998    | 2024    |
| Australie          | 4      | 1970    | 2021    |
| Espagne            | 2      | 1994    | 2017    |
| France             | 2      | 2006    | 2013    |
| Royaume-Uni        | 2      | 1969    | 1977    |
| Tchécoslovaquie    | 2      | 1978    | 1979    |
| Pologne            | 1      | 2025    | -       |
| Kazakhstan         | 1      | 2022    | -       |
| Roumanie           | 1      | 2019    | -       |
| Russie             | 1      | 2004    | -       |
| Suisse             | 1      | 1997    | -       |
| Total              | 57     |         |         |

## Vainqueurs et Finalistes du tableau «All comers»
De 1886 à 1921, le vainqueur du tableau « All comers » rencontrait le vainqueur de l'édition précédente dans ce qui s'appelait alors le « Challenge Round » (tour du défi). Voici donc, les vainqueurs et finalistes de ce tableau par année :
| Année | Vainqueur All comers' final | Finaliste All comers' final | Score         |
| ----- | --------------------------- | --------------------------- | ------------- |
| 1886  | Blanche Bingley             | Amy Tabor                   | 6-2, 6-0      |
| 1887  | Lottie Dod                  | Edith Cole (en)             | 6-2, 6-0      |
| 1888  | Blanche Bingley             | Miss Howes                  | 6-1, 6-2.     |
| 1892  | Blanche Bingley             | Maud Shackle (en)           | 6-1, 6-4      |
| 1893  | Blanche Bingley             | Maud Shackle (en)           | 6-3, 6-2      |
| 1896  | Alice Simpson               | Edith Austin                | 4-6, 6-3, 6-3 |
| 1897  | Blanche Bingley             | Alice Simpson               | 6-2, 7-5      |
| 1899  | Blanche Bingley             | Ruth Durlacher (en)         | 7-5, 6-8, 6-1 |
| 1900  | Charlotte Cooper            | Louisa Martin               | 8-6, 5-7, 6-1 |
| 1901  | Charlotte Cooper            | Louisa Martin               | 6-3, 6-4      |
| 1902  | Muriel Robb                 | Agnes Morton                | 6-2, 6-4      |
| 1904  | Charlotte Cooper            | Agnes Morton                | 6-3, 6-3      |
| 1905  | May Sutton                  | Constance Wilson            | 6-3, 8-6      |
| 1906  | Dorothea Douglass Chambers  | Charlotte Cooper            | 6-2, 6-2      |
| 1907  | May Sutton                  | Constance Wilson            | 6-4, 6-2      |
| 1910  | Dorothea Douglass Chambers  | Edith Johnson (tennis) (en) | 6-2, 6-2      |
| 1911  | Dora Boothby                | Edith Hannam                | 6-2, 7-5      |
| 1914  | Ethel Thomson Larcombe      | Elizabeth Ryan              | 6-3, 6-2      |
| 1919  | Suzanne Lenglen             | Phyllis Satterthwaite (en)  | 6-1, 6-1      |
| 1920  | Dorothea Douglass Chambers  | Elizabeth Ryan              | 6-2, 6-1      |
| 1921  | Elizabeth Ryan              | Phyllis Satterthwaite (en)  | 6-1, 6-0      |